# Giả Nghị
Giả Nghị (phồn thể: 賈誼; giản thể: 贾谊; bính âm: Jiǎ Yí; Wade-Giles: Chia I; 200 TCN - 169 TCN). Giỏi từ phú nghị luận, làm tới Thái Trung Đại Phu (太中大夫) đời Tây Hán, chủ trương cải cách nhưng bọn gian thần bài xích nên bị gián làm Thái phó Trường Sa Vương (nay là tỉnh Hà Nam). Khi Lương Hoài Vương ngã ngựa chết, ông buồn phiền rồi sinh bệnh đến năm sau thì qua đời.